# Węglan cynku
Węglan cynku, ZnCO
3 – nieorganiczny związek chemiczny z grupy węglanów, sól cynkowa kwasu węglowego. W naturze występuje głównie pod postacią minerału smithsonitu.